# Anodendron candolleanum
Anodendron candolleanum är en oleanderväxtart som beskrevs av Robert Wight. Anodendron candolleanum ingår i släktet Anodendron och familjen oleanderväxter. Inga underarter finns listade i Catalogue of Life.